# 訛答剌
訛答剌（羅馬化：Keŋü Tarman），一名法拉布，是一座鬼鎮，位於哈薩克斯坦突厥斯坦州奇姆肯特市阿雷斯河和錫爾河交匯處，距離庫車五百里。該城曾經是古代絲綢之路重鎮之一。
馬哈茂德·喀什噶裡（1029-1101）提到這座城市的突厥名稱為卡拉丘克。地名卡拉丘克的古突厥語名稱由形容詞卡拉（黑色）和矮小的後綴-chuk組成。
這裡最早的居民是康居人，是商人到西伯利亞、伏爾加河、烏拉爾、大波斯、近東及東羅馬帝國的必經之路。北接欽察草原。也是阿拔斯王朝著名哲學家法拉比出生地，後歸喀喇汗王朝、西遼國，那時成为康里治下的一部分。
1217年，花剌子模帝國守將亦納勒術貪圖蒙古成吉思汗派遣去的穆斯林商隊財貨，误指商人是间谍，報告苏丹阿拉乌丁·摩诃末，但亦纳勒术擅自把商人處死，只剩下一位駱駝伕逃回蒙古，成吉思汗派使者追討海兒汗要求赔偿不果，引發蒙古第一次西征，與大多數其他城市不同，這些城市要么不忠於國王，要么交戰很少，甚至沒有交戰，但訛答剌抵抗了5個月，蒙古先後組織攻城13次，最終在1220年2月攻克了訛答剌。城主亦納勒術被熔化的銀液灌入耳朵和眼睛處死。該城劃歸欽察汗國，後被察合台汗國所奪。
該城曾一度復興，帖木兒在1405年2月18日東征明帝国時死在該城，日後被準噶爾汗国徹底破壞。
隨著絲綢之路的歐亞支線逐漸失去其重要性，這座城市也逐渐消失。在17和18世紀，灌溉系統逐漸停止使用，而灌溉面積已減少到約5平方公里，18世纪時这里只剩下40戶家庭居住。

## 文艺作品
- 《訛答剌的毁灭》(Гибель Отрара), 1992年电影。